# Galvarino Ponce
Galvarino Ponce Morel (Cauquenes, en las postrimerías de 1921-San Bernardo, 4 de noviembre de 2012) fue un escultor chileno.

Galvarino Ponce fue el gran monumentalista chileno de los últimos 45 años. Sus creaciones se apegan al concepto canónico de la escultura figurativa, es decir, la representación fiel de personajes de pie o a caballo en el caso de la temática militar, donde el vestuario y los oropeles se expresan con claridad. Es un escultor clásico, que retoma la propuesta de los siglos XVIII y XIX y se salta toda la escultura moderna.
Gaspar Galaz Capechiacci, escultor y académico.

## Biografía

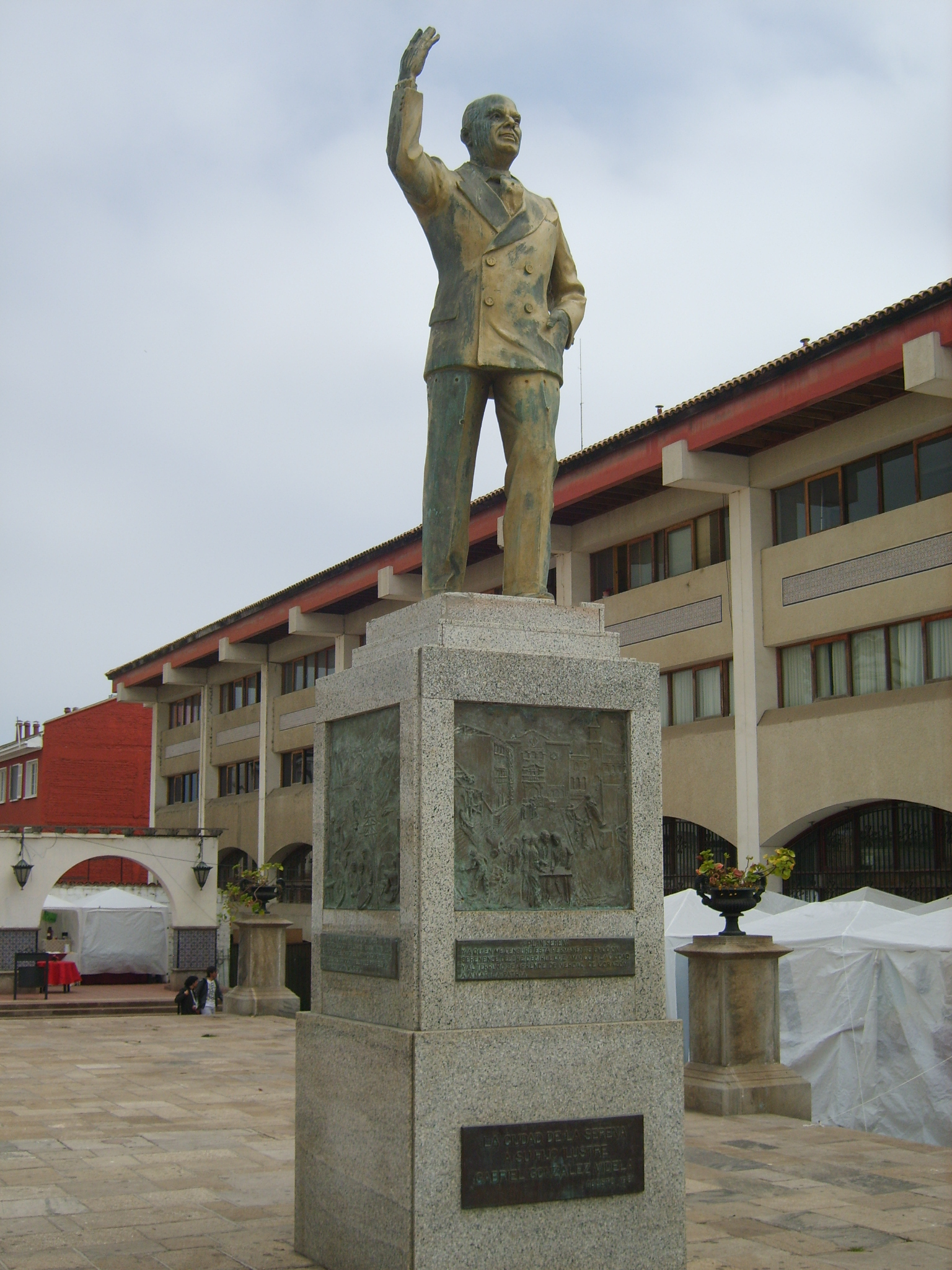
Monumento a Gabriel González Videla en La Serena.

Hijo del político radical Galvarino Ponce Arellano (1880-1948) —que ocupó los cargos de alcalde de Cauquenes, intendente de Antofagasta y diputado—, y de Inés Morel Hescketh, fue el mayor de seis hermanos. Estudió primero en el Liceo Lastarria y posteriormente en el de San Bernardo. En 1937, ingresó a la Escuela Militar. 
Entre 1939 y 1940 tuvo sus primeros éxitos como caricaturista y redactor de la revista El Tiburón, órgano de los cadetes y que dirigía el entonces teniente y luego general Carlos Prats González. En 1940 egresó como alférez en el arma de Infantería y después obtuvo los grados de subteniente, teniente y capitán; nombrado en comisión de servicios a Europa en 1951, fue destinado a la Escuela de Infantería de Turín, Italia. 
Allí, paralelamente a su misión militar, ingresó en la Academia Albertina, donde cursó el doctorado en Bellas Artes en la especialidad de escultura. 
Luego de retirarse del Ejército, reconoció en Chile sus estudios de Arte realizados en Italia; ejerció como profesor en distintos establecimientos educacionales y en la propia Escuela Militar.
Su carrera de escultor comienza cuando gana, en concurso internacional, el primer premio para la ejecución del monumento Abrazo de Maipú ubicado en la comuna del mismo nombre.
Fue el autor del afiche de la Copa Mundial de Fútbol de 1962, que se desarrolló en Chile entre el 30 de mayo y el 17 de junio.
Nombrado agregado cultural de Chile en Roma en 1961, se incorporó a la carrera diplomática donde servirá durante 20 años: fue cónsul en Asunción, Belgrado, Mendoza, Neuquén y Río de Janeiro, así como encargado de negocios en Amán y director de Asuntos Culturales del Ministerio de Relaciones Exteriores en los sucesivos gobiernos de Jorge Alessandri, Eduardo Frei Montalva y Salvador Allende, además de la dictadura militar de Augusto Pinochet, en la cual renunció a su carrera y se acogió a jubilación, dada su incompatibilidad política.

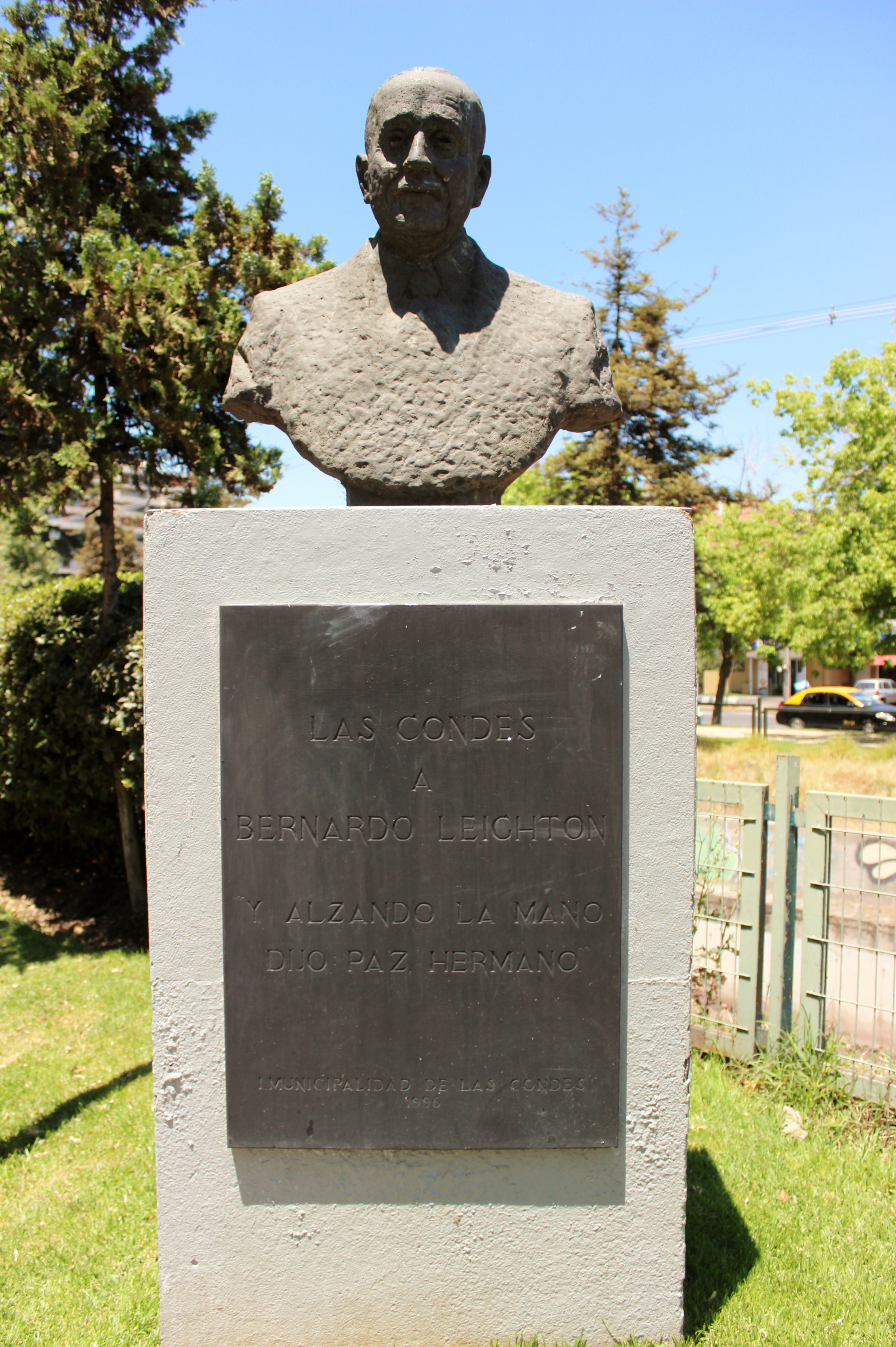
Busto de Bernardo Leighton

Entre sus obras destacan, además del citado Abrazo de Maipú, las estatuas del exalcalde Patricio Mekis, en la plazuela frente al Teatro Municipal de Santiago, de los cardenales José María Caro y Raúl Silva Henríquez en la Plaza de Armas, del presidente Gabriel González Videla en La Serena y de Arturo Prat en Antofagasta. Realizó más de cien bustos de personajes ilustres chilenos y muchas otras esculturas.
Casado con Chita Herrera Moas, el matrimonio tuvo tres hijos, Galvarino y Leocán, ambos arquitectos, y Gabriela (Pelusa), radicada en París desde 1973.
Falleció de un paro respiratorio a los 91 años, el 4 de noviembre de 2012, en su casa su casa de San Bernardo, donde tenía su taller, y sus funerales se realizaron al día siguiente en el cementerio Sendero de su ciudad.

## Obras en espacios públicos
- Monumento al Abrazo de Maipú (a un costado de la basílica de Maipú)
- Monumento a Arturo Prat en Antofagasta (avenida Grecia con calle Matta; inaugurado en 1962)
- Estatua de Gabriel González Videla en La Serena (en la plazoleta que lleva el nombre del presidente)
- Estatua del alcalde Patricio Mekis (ante la fachada del Teatro Municipal de Santiago)
- Estatua de Pedro Aguirre Cerda en honor al Presidente Pedro Aguirre Cerda (ubicada en el parque Almagro, donde termina el paseo Bulnes, Santiago
- Estatua del cardenal José María Caro (en la acera de la catedral, frente a la plaza de Armas de Santiago)
- Estatua del cardenal Raúl Silva Henríquez (en la acera de la catedral, frente a la plaza de Armas de Santiago)
- Estatua de Bernardo O'Higgins (Centro Cívico de Vitacura en el Parque Bicentenario; inaugurado en 2011)
- Estatua de Arturo Prat (Centro Cívico de Vitacura en el Parque Bicentenario; inaugurado en 2007)